# 片倉村典
片倉 村典（かたくら むらつね、宝暦8年（1758年） - 文政5年3月12日（1822年5月3日））は、江戸時代後期の伊達家重臣。白石片倉家第9代当主。
父は片倉村廉。母は側室。子は片倉景貞、伊達宗充室。幼名は繁五郎。通称は勇之助、小十郎。初名は景仲。俳号に鬼子。

## 略歴
宝暦8年（1758年）、白石片倉家第8代当主片倉村廉の三男として生まれる。宝暦10年（1760年）、兄景義の死去により、父の嗣子となる。明和5年（1768年）、村廉の死去により家督相続し、白石城主となる。寛政9年（1797年）、奉行職（家老）を拝命する。19年間奉行職を務め、天明3年（1786年）の天明の大飢饉、文化5年（1808年）幕命による蝦夷地警護の派兵、文化6年（1809年）藩主伊達周宗の早世による藩主不在などの問題に対処した。文化12年（1815年）、病のため奉行職を辞職する。文化14年（1817年）、隠居して家督を嫡男の景貞に譲る。文政5年（1822年）3月12日没。享年65。墓所は宮城県白石市の片倉家廟所。文政10年（1827年）、登米伊達宗充に嫁いだ四女常の子伊達斉邦は、仙台藩第12代藩主となる。
俳人松窓乙二（岩間乙二）に師事し、俳号を鬼子と名乗った。また横綱谷風は片倉家のお抱え力士であった。